# عين الركادة
عين الركادة هي مدينة مغربية تقع ضمن إقليم بركان، بجهة الشرق، وحسب إحصاء 2014 فإن عدد سكانها يبلغ 2.694 نسمة